# Lotus hillebrandii
Lotus hillebrandii är en ärtväxtart som beskrevs av Konrad Hermann Christ. Lotus hillebrandii ingår i släktet käringtänder, och familjen ärtväxter. Inga underarter finns listade i Catalogue of Life.